# Полювання на оленя
Полювання на оленя — кооперативна симетрична гра з теорії ігор, що описує конфлікт між особистими інтересами та суспільними інтересами.
Гру вперше описав Жан-Жак Руссо 1755 року:
Якщо полювали на оленя, то кожен розумів, що для цього він має залишатися на своєму посту; але якщо поблизу когось із мисливців пробігав заєць, то не доводилося сумніватися, що цей мисливець без докорів сумління пуститься за ним навздогін і, наздогнавши здобич, вельми мало буде журитися про те, що таким чином позбавив здобичі своїх товаришів.Оригінальний текст (рос.)
Если охотились на оленя, то каждый понимал, что для этого он обязан оставаться на своем посту; но если вблизи кого-либо из охотников пробегал заяц, то не приходилось сомневаться, что этот охотник без зазрения совести пустится за ним вдогонку и, настигнув добычу, весьма мало будет сокрушаться о том, что таким образом лишил добычи своих товарищей.— Ж. Ж. Руссо. Рассуждение о происхождении и основаниях неравенства между людьми // Трактаты / Пер. с франц. А. Хаютина. — М. : Наука, 1969. — С. 75.

## Формально
Олень цінніший від зайця, тому для формалізації цієї гри можна записати таку платіжну матрицю:
|                    | Олень | Заєць |
| Олень              | 5, 5  | 0, 4  |
| Заєць              | 4, 0  | 2, 2  |
| Полювання на оленя |       |       |

Тут дві рівноваги Неша: обидва пішли за оленем, і обидва пішли за зайцем. Перша домінує за виграшем: виграш кожного мисливця у варіанті (олень, олень) дорівнює 5, що більше від будь-якого іншого можливого виграшу. Друга рівновага домінує за ризиком: середній виграш дорівнює (2+4)/2=3, а при виборі оленя він був би рівний (5+0)/2 = 2,5.